# Mus-TW
Mus-TW (russisch Муз-ТВ, auch in englischer Transkription Muz-TV) ist ein Fernsehsender in Russland. Mus-TW sendet seit 1996 ein Musik-Spartenprogramm mit einem großen Anteil von russischen und russischsprachigen Produktionen. Der Anteil russischer Produktionen liegt bei Mus-TW eigenen Angaben zufolge bei 70 %. Erst seit 2005 werden neben Musikclips überhaupt andere Sendungen angeboten. Mus-TW erreicht pro Woche in Städten mit über 100.000 Einwohnern 14,8 % der Gesamtbevölkerung.
Seit 2003 finden jährlich Anfang Juni die Mus-TW Awards statt. Ausgezeichnet werden nationale Künstler in bis zu 13 Kategorien. Eine Gruppe von Musikproduzenten und Musikjournalisten trifft für jede Kategorie eine Vorauswahl an Nominierten, aus denen dann durch eine Publikumsabstimmung per SMS und über das Internet ein Sieger ermittelt wird. Seit längerem stehen die Mus-TW Awards aufgrund angeblicher Bevorzugung bestimmter Künstler in der Kritik. Die Band Sweri etwa wurde sechs Mal in Folge für den Preis der besten Rockband nominiert. Die Preisverleihung wird begleitet von Auftritten diverser nationaler und internationaler Musiker und live auf Mus-TW übertragen.
Mus-TW gehört seit 2002 der russischen Medienholding ARS (russisch	
АРС). Die ARS ist vor allen Dingen als Produzent für die staatlichen Sender des ersten Kanals und des Telekanals Rossija tätig.

## Verurteilung wegen Homo-Propaganda
2021 erstattete die russische Medienzensurbehörde Roskomnadsor Anzeige gegen Mus-TW. Anlass war eine Sendung, in der sich Sänger Filipp Kirkorow mit einer Gruppe leicht bekleideter muskulöser Männer zeigte. Ein Bezirksgericht in Moskau verurteilte den Sender wegen Verstoßes gegen das Gesetz gegen "Homo-Propaganda" zu einer Geldstrafe in Höhe von einer Million Rubel (14.000 €).